# Demons and Wizards (album)
Demons & Wizards – pierwsza płyta zespołu Demons And Wizards wydaną w 2000 roku.

## Lista utworów
1. „Rites of Passage” – 0:54
2. „Heaven Denies” – 5:20
3. „Poor Man’s Crusade” – 4:01
4. „Fiddler on the Green” – 5:56
5. „Blood on My Hands” – 4:46
6. „Path of Glory” – 4:58
7. „Winter of Souls” – 5:47
8. „The Whistler” – 5:15
9. „Tear Down the Wall” – 4:48
10. „Gallows Pole” – 5:22
11. „My Last Sunrise” – 4:43
12. „Chant” – 0:54